# Sel Station
Sel Station (Sel stasjon) var en jernbanestation på Dovrebanen, der lå i Sel kommune i Norge.
Stationen blev oprettet 6. december 1913, da banen blev forlænget fra Otta til Dombås. Betjeningen med persontog ophørte 30. maj 1965. Stationen blev fjernstyret 13. december 1968, og fra 15. juni 1975 var den kun bemandet for godstrafik. I 1983 blev den gjort helt ubemandet og fik ny status som fjernstyret krydsningsspor. Krydsningssporet blev flyttet 1,2 km mod syd 18. april 1994.
Stationsbygningen er opført efter tegninger af Arnstein Arneberg. Den blev fredet sammen med pakhuset og udhuset af Riksantikvaren i 1997, da stationsanlægget fremstår som typisk og som en helhed fra tiden omkring banens åbning. Indtil 1996 var der endvidere en 80 meter lang stenperron, der blev fjernet ved en fejl. I tilknytning til stationen er der desuden rester af et læsseanlæg for fedtsten og talk fra brudene i Bårstad ved Lalm i Ottadalen. Transporten foregik via en 6,8 km lang svævebane, der stod klar i 1920, og som blandt gik over Tolstadkampen og ned til en modtagesilo ved stationsområdet.